# Trần Thừa Dung
Trần Thừa Dung (chữ Hán: 陳承瑢, 1821-1856) là một thủ lĩnh quân sự cao cấp của chính quyền Thái Bình Thiên Quốc (1851-1864).

## Cuộc đời và sự nghiệp
Trần Thừa Dung, còn có tên là Trần Tác Dung (陳作鎔), người Quảng Tây, chú họ của Trần Ngọc Thành, một tướng lĩnh khác của Thái Bình Thiên quốc. Khi khởi nghĩa Kim Điền nổ ra năm 1848, ông cùng Trần Ngọc Thành (khi đó vẫn còn mang tên Trần Phôi Thành) đến đầu quân, tham gia cuộc chiến phản Thanh, dần trở thành thân tín của Đông vương Dương Tú Thanh, người nắm thực quyền quân chính của Thái Bình Thiên quốc.
Khi quân Thái Bình chiếm được Nam Kinh, ông được thăng phong làm Địa quan Phó thừa tướng, không lâu sau được thăng làm Thiên quan Chánh thừa tướng, đứng đầu 24 chức vị Thừa tướng, tương đương chức vụ Thủ tướng ngày nay. Năm 1854, được phong tước Hưng Quốc hầu, về sau đổi thành Tả Thiên hầu.
Tháng 8 năm 1855, ông phụng mệnh xuất kinh chỉ huy quân sự, cùng Yến vương Tần Nhật Cương tấn công quân Thanh tại Điền gia trấn. Chức vụ Thiên quan Chánh thừa tướng do Tăng Thủy Nguyên tiếp nhậm. Sau sự kiện Dương Tú Thanh giả thác Thượng đế nhập xác trách phạt Thiên vương Hồng Tú Toàn, do buông lời không tốt, ông bị Đông vương trách phạt. Từ đó Trần Thừa Dung nắm được mâu thuẫn Hồng - Dương, ngầm ngả theo phe Hồng Tú Toàn.
Năm 1856, ông mật báo Thiên vương Hồng Tú Toàn việc Đông vương Dương Tú Thanh mưu đồ soán vị thí quân, sau đó nhận mật lệnh của Thiên vương, cùng Bắc vương Vi Xương Huy, Yến vương Tần Nhật Cương giết Đông vương Dương Tú Thanh. Tuy nhiên, cả ba người đều mượn cớ này để tàn sát toàn bộ người của Đông vương phủ để trừ hậu hoạn, đồng thời ra tay diệt trừ những người không cùng phe cánh như Thiên quan Chánh thừa tướng Tăng Thủy Nguyên và Đông điện Lại bộ thượng thư Lý Thọ Xuân, làm nổ ra Sự biến Thiên kinh.
Đến lượt Bắc vương Vi Xương Huy lộng quyền, lấn át Thiên vương, bức ép Dực vương Thạch Đạt Khai trốn khỏi Thiên Kinh, sai Trần Thừa Dung cùng Tần Nhật Cương tàn sát Dực vương phủ. Tuy về sau, ông cùng Tần Nhật Cương nhận lệnh của Thiên vương giết chết Vi Xương Huy và bè đảng Bắc phương phủ, nhưng khi Thạch Đạt Khai hồi kinh và hặc tội ông cùng Yến vương hùa theo Bắc vương gây loạn, Thiên vương Hồng Tú Toàn đã cho xử tử cả ông lẫn Tần Nhật Cương.